# Potifar

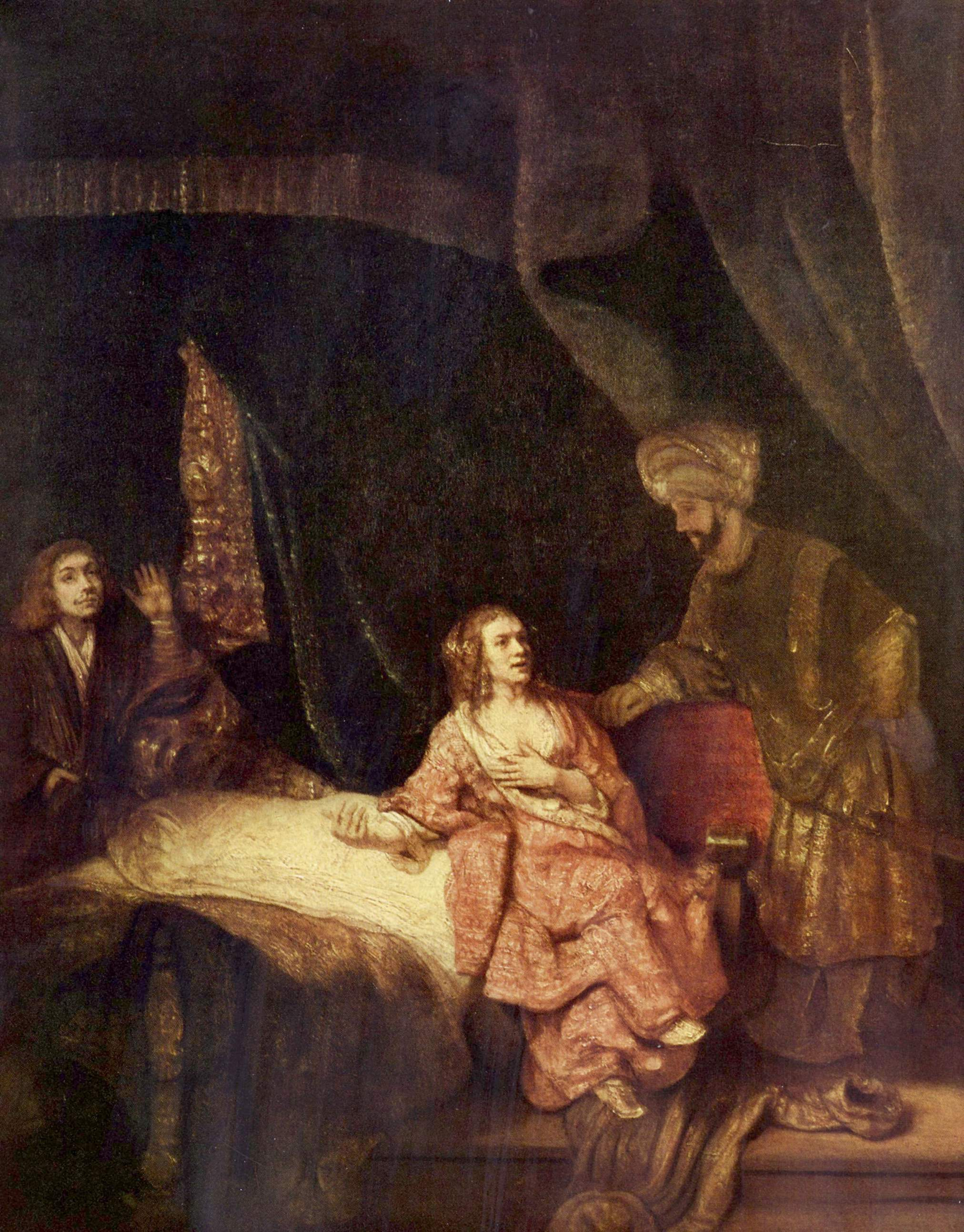
Obraz Jozef a Putifarova žena od malíře Rembrandta z roku 1655

Potifar (hebrejsky פּוֹטִיפַר‎), přepisováno též jako Potífar či Putifar, je biblické jméno egyptského dvorního úředníka, jenž koupil od překupníků Jákobova syna Josefa. Tento hodnostář postupně Josefovi svěřil do péče veškerý svůj majetek. Idylu vztahu pána a otroka však narušila Potifarova manželka, židovská tradice ji zná pod jménem Zulajcha, Zulejka či Zelicha, jež se do otroka svého muže zamilovala a chtěla po něm, aby se s ní vyspal. To Josef odmítl a uražená Zulejcha obvinila Josefa z pokusu o znásilnění. Potifar proto nechal svého otroka vsadit do vězení.
Jméno Potifar se vykládá jako „zasvěcený bohu Ra“ a podle mnoha vykladačů se jedná o zkrácenou formu jména Potifera či Potífera (פּוֹטִי פֶרַע‎), jež v Bibli figuruje jako jméno pozdějšího Josefova tchána, kněze z Ónu. Podle židovských vykladačů se v případě biblického Potifara a Potifery jedná o tutéž osobu.